# Manhattan Samouraï
Pour les articles homonymes, voir Blood Money.
Pour plus de détails, voir Fiche technique et Distribution.
Manhattan Samouraï est un film américain réalisé par Wayne A. Kennedy sorti en 2007.

## Synopsis
Lee Choe est un redoutable assassin de l'ombre au service de la mafia. Le jour où son parrain le lâche et élimine sa femme, la rage s'empare de lui. Rien ne pourra désormais l'arrêter: ni les flics véreux que le parrain envoie à ses trousses, ni les meilleurs services de sécurité. Le samouraï silencieux crie vengeance.

## Fiche technique
- Titre : Manhattan Samouraï
- Titre original : Fist of the Warrior
- Ancien titre original : Lesser of Three Evils
- Réalisation : Wayne A. Kennedy
- Scénario : Wayne A. Kennedy, Ho-Sung Pak
- Musique : Nathan Lanier
- Photographie : Max Da Yung Wang
- Montage : Karl T. Hirsch, Wayne A. Kennedy
- Chorégraphie des combats : Ho-Sung Pak, Wayne A. Kennedy
- Production : Ho-Sung Pak, Wayne A. Kennedy, Matthew Chausse, Jeanette Brill
- Société de distribution :  Lions Gate Entertainment ;  Condor Entertainment
- Langue : anglais
- Dates de sortie :
  -  Brésil : 4 juin 2007
  -  États-Unis : 10 février 2009
  -  Royaume-Uni : 9 novembre 2009
  -  Allemagne : 14 janvier 2010
  -  France : 1er mars 2011

## Distribution
- Ho-Sung Pak : Lee Choe
- Peter Greene : John Lowe
- Roger Guenveur Smith (VF : Philippe Roullier) : Détective Craig Barnes
- Robin Paul : Sarah Reeves
- Sherilyn Fenn : Katie Barnes
- Rosa Blasi : Woman in Black
- Antonio Fargas : Father Riley
- Ed Marinaro (en) : Raymond Miles
- Michael Dorn : Arnold Denton
- John Dye : I.A. Officer
- A Martinez : Anthony Black
- Brian Thompson : Max
- Isaac C. Singleton Jr. : Frank
- Richard Gant : Chief Matthews
- Lara Phillips : Jenny Reeves
- Marina Sirtis : Mary
- Gina St. John : Détective Georgette Wilson